# ۱۵۰۰ (میلادی)
۱۵۰۰ (میلادی) هزار و پانصدمین سال تقویم میلادی است.

## درگذشتگان
‎